# Matières à emporter
Matières à emporter est une émission de télévision éducative en 192 épisodes de 25 minutes couvrant les apprentissages abordés dans le Programme de formation de l'école québécoise du primaire au secondaire, diffusée à partir du 21 septembre 2020 sur Savoir média. Animée par plusieurs enseignants du primaire et du secondaire, elle est produite en partenariat avec le gouvernement du Québec et le ministère de l'Éducation du Québec afin de répondre aux défis engendrés par la pandémie de Covid-19.

## Synopsis
Destinée aux élèves dont la condition ne permet pas un retour physique en classe, l'émission propose des cours pour les élèves de niveaux primaire et secondaire dans les matières de base : les mathématiques, le français, l'anglais, l'histoire et les sciences. À l'animation, elle rassemble 23 enseignants provenant de plusieurs écoles du Québec.

## Anecdotes
La chanteuse Sophie Vaillancourt, qui s'était fait connaître par sa participation à l'édition 2009 de l'émission Star Académie et qui, en 2011, est devenue enseignante, est l'une des animatrices de l'émission.
L'enseignante Isabelle Gauthier, qui anime dans l'émission des capsules destinées aux élèves du primaire, conjugue son travail d'enseignante à celui d'humoriste.